# Torroja del Priorat
Torroja del Priorat ist eine Gemeinde im Süden Kataloniens mit 137 Einwohnern (Stand: 2024) und liegt in der Provinz Tarragona und der Comarca Priorat. 

## Lage
Torroja del Priorat liegt etwa 38 Kilometer westnordwestlich von Tarragona in einer Höhe von ca. 330 m. 

## Bevölkerungsentwicklung
| Jahr      | 1970 | 1981 | 1991 | 2001 | 2011 | 2021 |
| Einwohner | 203  | 166  | 132  | 140  | 171  | 141  |

## Sehenswürdigkeiten
- Michaeliskirche

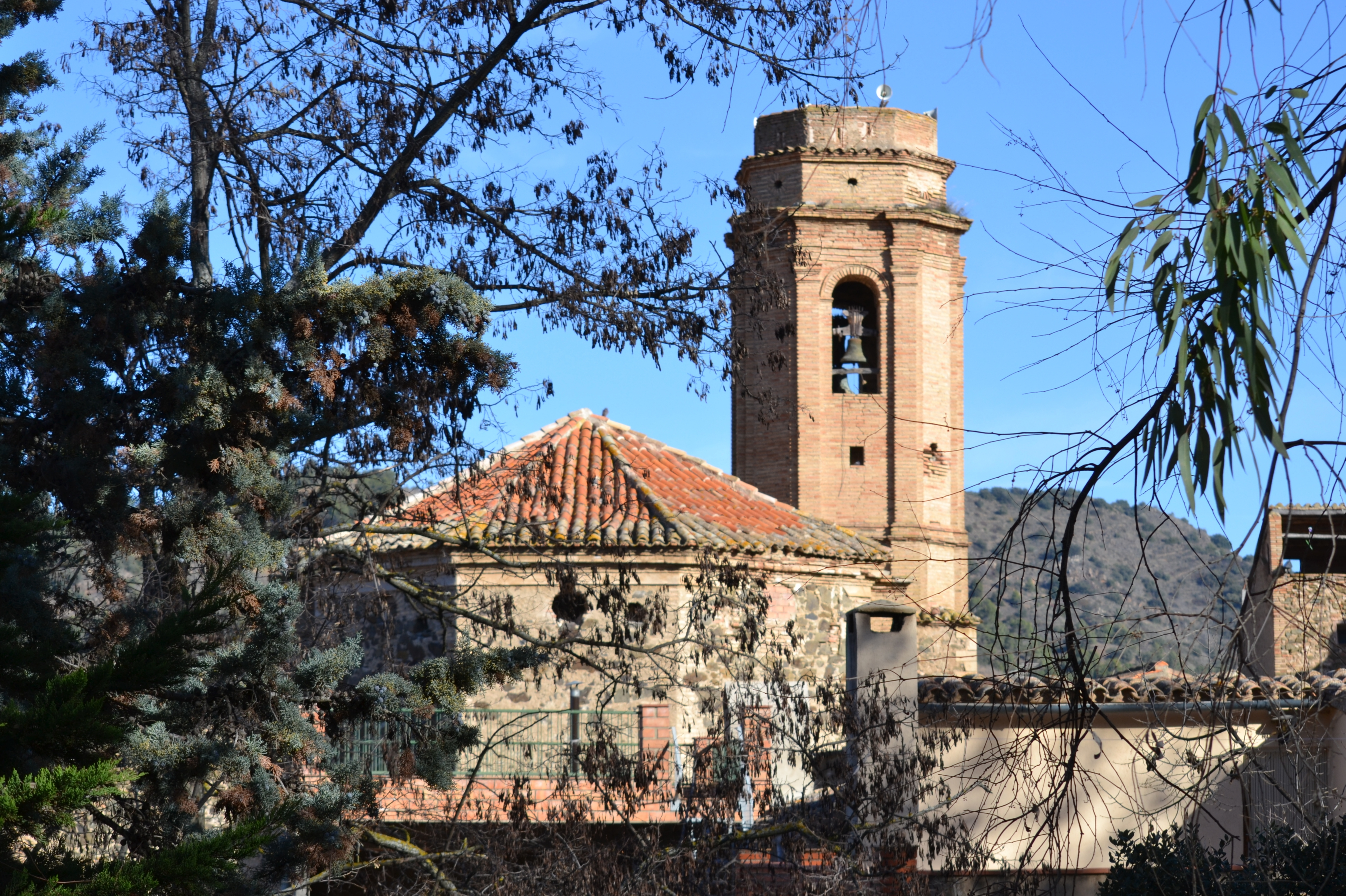
Jakobuskirche

- Jakobuskirche